# 莫吉廖夫機場
莫吉廖夫機場（羅馬化：Aeraport Mahilyoŭ，羅馬化：Aeroport Mogilyov）是一座位於白俄羅斯莫吉廖夫的對外航空交通機場。